# 캘리포니아급 순양함
캘리포니아급 순양함은 미국 해군이 1974년부터 1988년까지 운용한 2척의 핵추진 순양함이다.
배수량 1만톤에 열출력 150Mwt D2G 원자로 2기를 장착했다.
함수와 함미에 스탠더드 미사일을 한발씩 장착했다.